# Pedro Parages

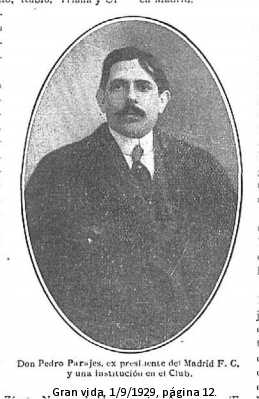
Pedro Parages (1929)

Pedro Parages Diego Madrazo (* 17. Dezember 1883 in Madrid; † 15. Februar 1950 in Saint-Loubès) war ein spanischer Fußballspieler, -trainer und -funktionär. Er betreute die spanische Nationalmannschaft 1924.

## Werdegang
Parages gehörte zu den Gründungsmitgliedern des später als Real Madrid bekannten Madrid Foot Ball Club. Während eines Studienaufenthaltes in England mit dem Sport in Verbindung gekommen, gehörte er als Stürmer zu der Mannschaft, die zwischen 1905 und 1908 viermal in Folge die Copa del Rey gewann. Später war er als Funktionär sowohl beim Klub als auch beim spanischen Verband tätig. So löste er 1916 Adolfo Meléndez als Präsident des Vereins ab und unter seiner Leitung baute der Klub erstmals ein vereinseigenes Stadion, das im Mai 1924 bezogene Estadio de Chamartín. Zwei Jahre später endete seine Präsidentschaft. Zudem erhielt der Klub während seiner Amtszeit per Erlass von Alfons XIII. den Namenszusatz „Real“.
1924 übernahm Parages die Betreuung der spanischen Nationalmannschaft, für die er auch bei den Olympischen Spielen 1924 zuständig war. In der Vorrunde schied die Mannschaft nach einer 0:1-Niederlage gegen die vom späteren Weltmeistertrainer Vittorio Pozzo betreute italienische Nationalmannschaft aus dem Wettbewerb aus.
Bei seinem Tod im Alter von 65 Jahren war Parages bei Real mit der Mitgliedsnummer 1 registriert.